# Elingamita johnsonii
Elingamita johnsonii är en viveväxtart som beskrevs av Edward Baylis. Elingamita johnsonii ingår i släktet Elingamita och familjen viveväxter. Inga underarter finns listade i Catalogue of Life.

## Bildgalleri

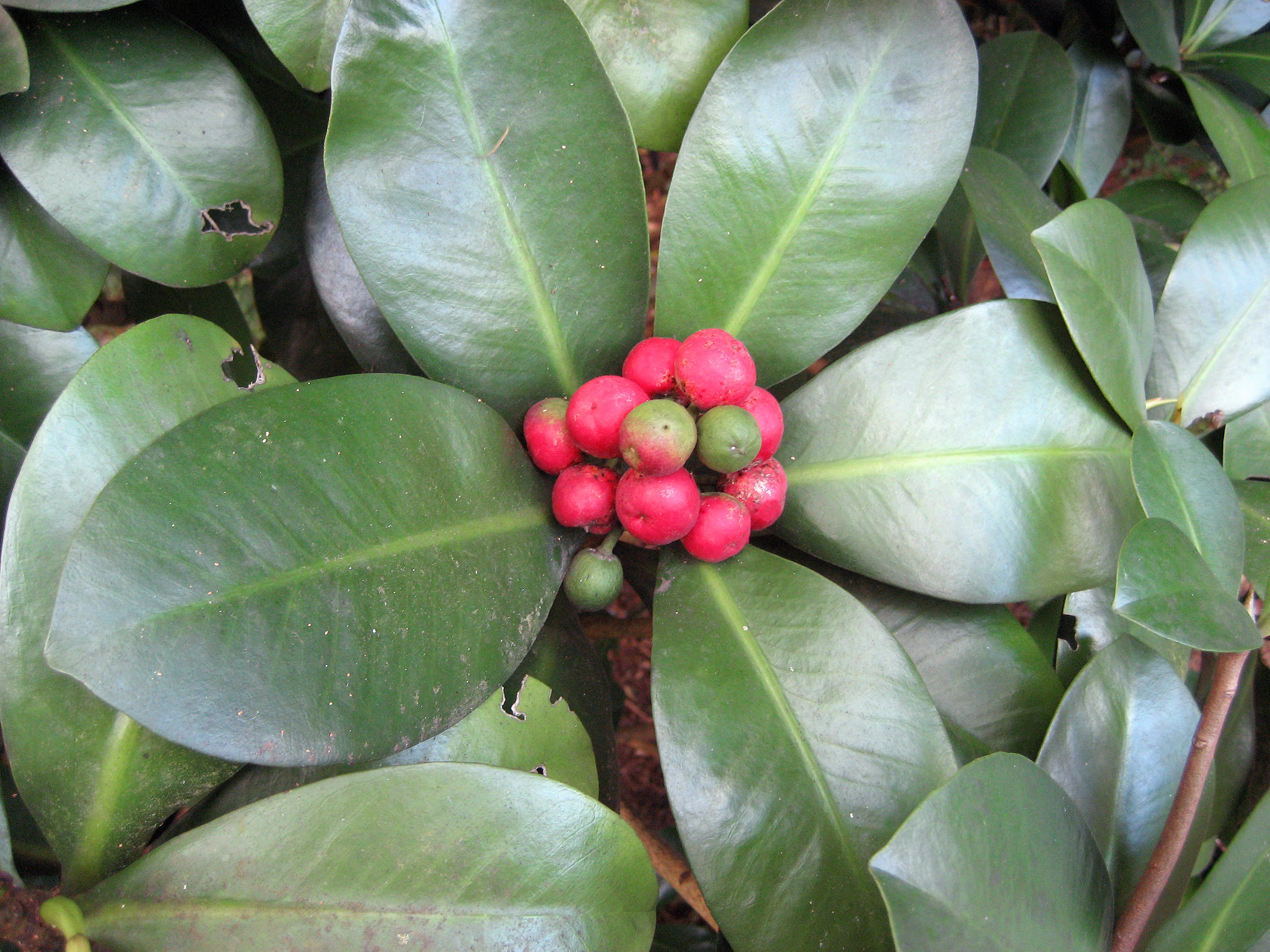
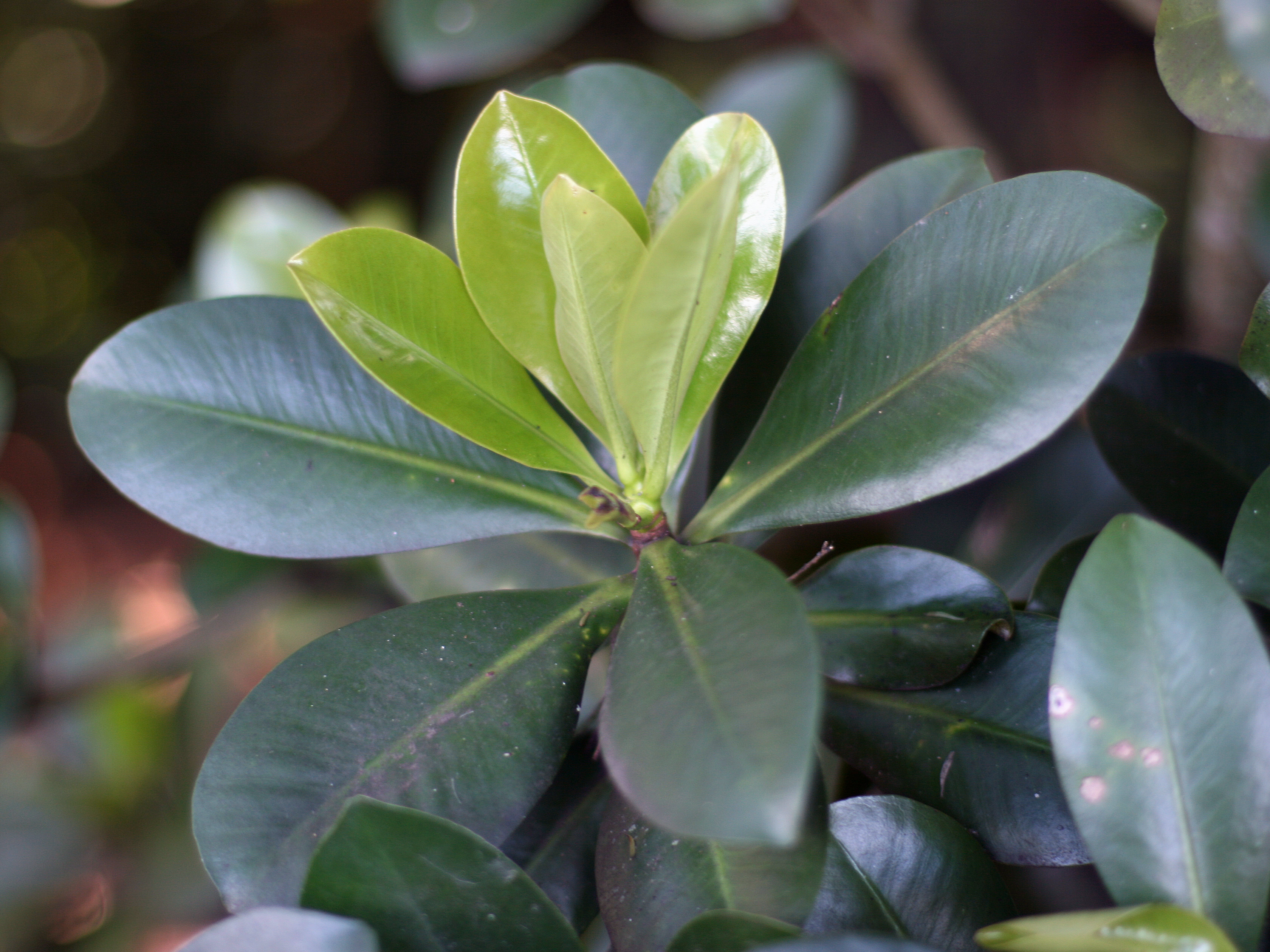